# Passo do São Bernardino
O passo do São Bernardino (em italiano Passo del San Bernardino, em alemão Sankt-Bernhardinpass) é um passo de montanha que culmina a 2 065 metros de altitude nos Alpes suíços e liga Thusis no cantão dos Grisões a Bellinzona no cantão do Ticino.
Com 63 km entre estas localidades o colo tem uma inclinação média de 10 % e foi aberto entre 1821 e 1823.
Este acidente montanhoso faz parte da linha de separação das águas  do Mar Adriático e do Mar do Norte.

## História
Lugarejo da comuna suíça de Mesocco (GR) situado a 1 608 metros de altitude, era chamado na Idade Média Gualdo de Gareda. Entre 1450 e 1467 foi construído uma capela dedicada a São Bernardino de Siena.
O túnel do São Bernardino, inaugurado em 1967, encontra-se junto à localidade e permita ligar durante todo o ano, o que não é possível pelo colo fechado durante o período invernal, a Mesolcina com o resto dos Grisons.

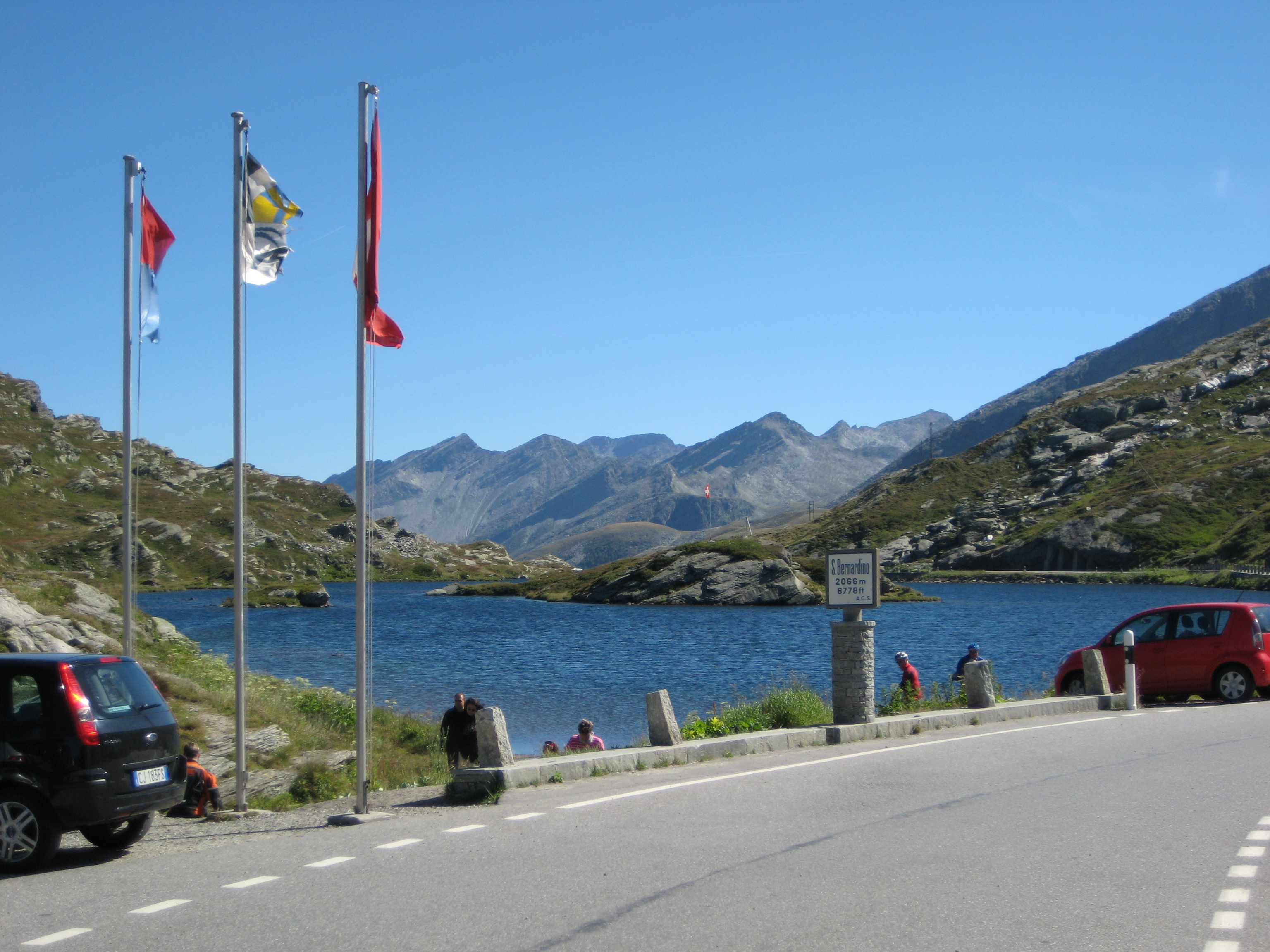
O colo dod São Bernardino